# هامبولد (إلينوي)
هامبولد (بالإنجليزية: Humboldt)‏ هي قرية تقع في الولايات المتحدة في إلينوي. يقدر عدد سكانها بـ 437 نسمة .

## السكان
وفقاً للتعداد السكاني عام 2000، كان عدد سكان المنطقة 481 شخصا، يكوّنون 183 أسرة، تقيم 133 أسرة منها في البلدة. وبلغت الكثافة السكانية 856.6 نسمة لكل ميل مربع (331.6 كم2). عدد الوحدات السكنية 199 وحدة سكنية بمتوسط كثافة 454.2 لكل ميل مربع (137.2 كم2). أما التركيبة العرقية لسكان البلدة 96.75٪ من البيض، و 0.21٪ من الأمريكيين الأصليين. وكان الإسبان أو اللاتينين من أي عرق يشكلون 3.95٪ من السكان.

## الموقع الجغرافي
وفقا لتعداد عام 2010، يبلغ إجمالي مساحة هومبولت 0.35 ميل مربع (0.91 كم2)، وجميع الأراضي في المناطق المحيطة بهذه النقطة هو كالتالي:

## أعلام
- ويليام كوبر بران